# Mopsolodes
Mopsolodes là một chi nhện trong họ Salticidae.

## Các loài
Chi này có các loài:
- Mopsolodes australensis Żabka, 1991 New Guinea, Northern Territory, Queensland
- Mopsolodes furculosus Gardzinska, 2012 – New Guinea